# Karmacoma
 (août 2021).
Singles de Massive Attack
Protection
(1991) Risingson
(1997)
Karmacoma est une chanson du groupe britannique Massive Attack publiée sur l'album Protection. Le musicien Tricky qui a collaboré à la chanson, a également enregistré sa propre version de Karmacoma, renommée Overcome pour son premier album solo, Maxinquaye. Le clip a été diffusé pour la première fois en mai 1995 et est réalisé par Michel Gondry.

## Liste des différentes versions
- Karmacoma (radio edit) 5:21
- Karmacoma (bumper ball dub) 6:01
- Karmacoma (the napoli trip mix) 6:10
- Karmacoma (Portishead Experience Mix) 4:03
- Karmacoma (ventom dub special) 6:08
- Karmacoma (UNKLE Situation mix) 5:42
- Karmacoma (remix[1])

## Samples
La mélodie qui apparaît au bout d'une minute au moment du refrain rappé est un échantillon de chant khöömii, un chant de gorge diphonique de Mongolie, dont on entend essentiellement la partie harmonique aiguë. Ce sample est repris d'un morceau de l'album Chill Out de The KLF, Dream Time in Lake Jackson. 
L'échantillon rythmique qui apparaît dès le début du morceau est extrait de la bande originale du film de Bollywood Khal Nayak, il figure dans l'introduction de la chanson Aaja Sajan Aaja, chantée par Alka Yagnik.

## Vidéo

### Description
La vidéo a pour scène un couloir d'hôtel et met en scène les occupants des chambres de cet hôtel. Le groupe est installé dans l'une des chambres, accompagné de Tricky et d'une actrice. Robert Del Naja (3D), Daddy G et Tricky sont habillés d'un bleu de travail portant un logo « Texmex » au niveau du cœur. Andrew Vowles (Mushroom) est assis sur un canapé et pose sa main sur son ventre ensanglanté, apparemment blessé par balle.
Les autres résidents de l'hôtel sont vus par intermittence tout au long de la vidéo, réalisant chacun des choses excentriques. Les scènes se contrastent entre l'étrange, le surnaturel et la magie. Parmi eux, on peut citer :
- Un homme est dans le couloir, un pistolet à la main et un sac plastique rempli de quelque chose dans l'autre. Il marche à reculons, pointant l'arme sur tout ce qu'il voit et présente clairement un état de paranoïa et de détresse. Il sue et marmonne entre ses respirations, essayant désespérément de se rappeler le numéro des chambres pour une raison inconnue. À plusieurs reprises il est menacé par deux mystérieuses jumelles identiques qui se tiennent côte à côte. Il est également surpris par son propre double, qui pointe une arme sur lui.
- Un homme barbu avec des cheveux longs et crépus, est assis dans sa chambre et fixe la caméra en parlant d'un air stupéfié. « I am a... dangerous person » (« Je suis une personne dangereuse »), annonce-t-il. Plus tard : « All those guys I killed... nothing personal » (« Tous ces types que j'ai tué... rien de personnel »). Il ressemble à l'autre homme avec l'arme à feu dans le couloir, même si l'on n'est pas certain que cette ressemblance soit intentionnelle. À la fin de la vidéo, il dit à la caméra : « I want to be free... and I am free » (« Je veux être libre... et je suis libre »).
- Dans une autre chambre, un homme uniquement vêtu d'un caleçon et d'un béret, s'enduit d'huile de moteur devant des caméras et des miroirs, réalisant apparemment une forme d'art.
- Un homme habillé en tenue de sport cherche quelque chose dans sa chambre. Il ouvre brusquement ses tiroirs comme s'il voulait surprendre sa découverte. Plus tard dans le clip, il surprend son double miniaturisé sous son lit. Dans l'un des derniers plans, il tente de tuer ce double en le ligotant dans sa baignoire et en la remplissant.
- Un homme assis, les cheveux noirs et dressés sur la tête, tape quelque chose à la machine à écrire devant la cheminée de sa chambre.
- Un homme moustachu, en costume, se tient dans une pièce, avec au centre un lit recouvert d'une alèse de plastique transparent. Clairement, il va se pratiquer une séance d'ondinisme. Il est accompagné de deux femmes, habillées toutes deux d'une robe de satin rouge. L'homme demande « Who's gonna be a bad girl, then? » (« Alors, qui va être une vilaine fille ? »). L'une des femmes répond « I am » (« J'en suis une »). On entrevoit plus tard, dans l'entrebâillement d'une porte, cette femme retirer sa robe devant l'homme partiellement dénudé.
- Un petit garçon regarde les informations à la télévision. À l'écran, le journaliste couvre la moitié de son visage avec sa main et le garçon répète ce mouvement. Une femme habillée pompeusement parle au téléphone à propos du garçon.
- Un homme joue au golf dans le couloir.

### Censure
Certaines scènes de la vidéo ont été censurées dans certains pays et une version alternative du clip a été réalisé en excluant ces scènes.
- L'homme à la moustache se tenant face à une de ses maîtresse et lui tirant sa langue, percée d'un gros pic dépassant largement de sa bouche.
- L'actrice accompagnant le groupe et se reposant sur l'épaule de 3D. Elle lève ensuite sa tête, fixe la caméra et du sang coule de sa narine.
- L'homme avec le pistolet passe à côté de son double, le double pointe son arme sur le premier. Le plan suivant, montre l'homme seul sous un angle de vue différent, pointant le coin où se trouvait son double une seconde auparavant.
- L'homme couvert d'huile est montré avec son index profondément enfoncé dans son nombril. Il le retire lentement sans qu'aucune trace de blessure ne soit visible une fois sorti.

### Analyse
La vidéo comporte de nombreux hommages à d'autres réalisateurs, en particulier Stanley Kubrick avec le film Shining avec les étranges sœurs jumelles, l'homme qui tape obsessivement à la machine à écrire le même mot ou les long couloirs de l'hôtel. Aussi, on peut facilement remarquer la femme avec la coupe noire qui est une représentation de Mia Wallace, le personnage de Uma Thurman dans le film Pulp Fiction. Cette ressemblance est confirmée avec le plan où la femme saigne du nez. L'homme à la machine à écrire ressemble à Henry, le personnage de Jack Nance dans le film de David Lynch : Eraserhead, bien que certains plans rappellent le film des frères Coen : Barton Fink.

## Utilisation dans l'art
La chanson a été utilisée en 1995 par Patrice Chéreau dans sa mise en scène de la pièce de Bernard-Marie Koltès, Dans la solitude des champs de coton, dans une scène chorégraphiée où il danse avec son partenaire Pascal Greggory sur ce titre.
Le morceau a également été utilisé dans le film Les Anges déchus du cinéaste hongkongais Wong Kar-wai.